# 暗器
暗器亦稱暗殺武器、暗殺兵器，為便於在暗中實施突襲的兵器，古代常見的人力投射和刺戮的類型，如：鏢、袖箭、飛刀等。至清代達至鼎盛，在武林中使用極為普遍。直到清末手槍盛行以後，人力投射的暗器才逐漸被冷落。

## 小說
暗器常見於武俠小說，是令人匪夷所思而且最具奇效的微型兵器。

### 《神雕俠侶》
金庸武俠小說中《神雕俠侶》的古墓派有數種知名的暗器，如：
- 小龍女－「玉蜂針」，以六分黃金融以四分精鋼，製成細如毛髮的毒蜂針，針尾淬以劇毒，令人防不勝防。
- 李莫愁－「冰魄銀針」，純銀打造，針身縷有花紋，精緻無比。

### 《天地龍虎》
蕭逸的小說《龍吟曲》、《天地龍虎》，亦有種歹毒暗器名曰「白蠟針」，乃是以四川特有的白蠟蟲熬製而成，射入脈穴中，白蠟遇熱即化，蠟汁隨血液流動走遍全身，讓人極盡痛苦而亡。

### 古龍
古龍武俠小說《七種武器》系列之孔雀翎，為孔雀山莊所有，為世上最強暗器之一，稱霸武林三百年之久，後亡佚。

古龍的作品中，常有蜀中唐門的出現，唐門最著名的是喂毒暗器，如毒砂、毒蒺藜、九天十地神針。

在楚留香系列中，有另一個暗器之王：暴雨梨花釘。

此外，廣為人知的「小李飛刀」，亦為暗器的一種。

### 溫瑞安
在溫瑞安的作品之中，有一門門派，名曰「唐門」，為知名的暗器世家，精通各類暗器，如：鐵砂、七子神標

### 《三國演義》
古典小說《三國演義》中，某些武將單挑之時往往會出現暗器之影，如：
- 太史慈大戰孫策所用之手戟
- 祝融夫人所使用之飛刀

## 史實
- 流星錘（唐朝以後出現）
- 弩箭（元朝以後）
- 鐵蒺藜（年代不詳）
- 火器（清朝中葉以後）